# Väståbolands svenska församling

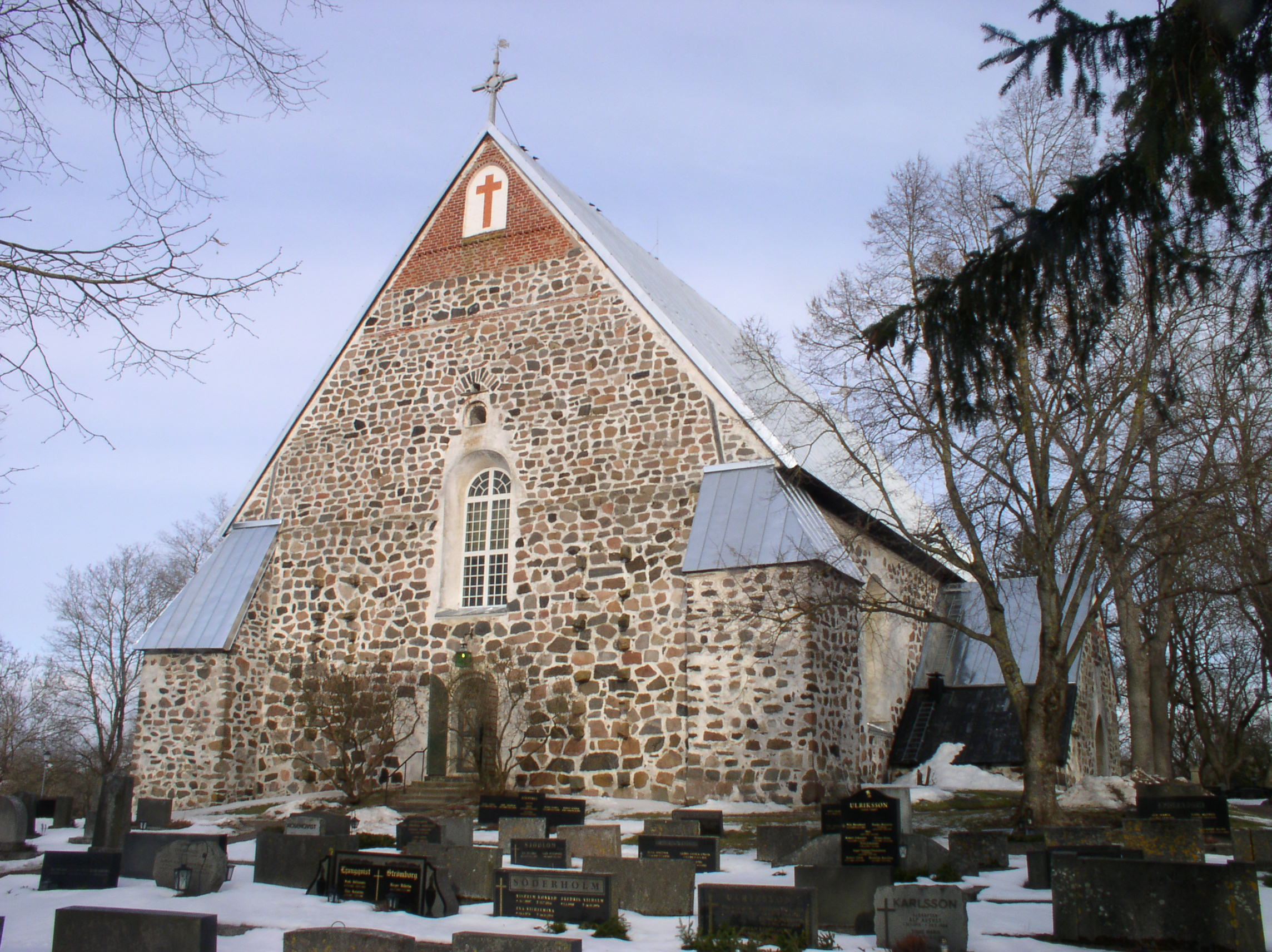
Pargas kyrka

Väståbolands svenska församling är en svenskspråkig församling i Pargas stad i Åboland. Församlingen hör till Åbolands prosteri inom Borgå stift i Evangelisk-lutherska kyrkan i Finland, och har 8 010 medlemmar (08/2018).
Församlingen kom till den 1 januari 2009 i samband med kommunsammanslagningarna i området. Staden och församlingen fick först namnet Väståboland, men från 2012 heter staden Pargas; församlingen har dock bibehållit det ursprungliga namnet. Församlingen är indelad i sockenförsamlingar i Houtskär, Iniö, Korpo, Nagu och Pargas.
Kyrkoherde i församlingen är Harry Backström.

## Kyrkor och kapell
- Agricolakapellet, Pargas
- Aspö kapell
- Houtskär kyrka Jungfru Maria (1703)
- Iniö kyrka Sophia Wilhelmina (1801)
- Jurmo kapell
- Korpo kyrka (1300-talet)
- Nagu kyrka (1400-talet)
- Norrskata kyrka
- Nötö kapell
- Pargas begravningskapell
- Pargas kyrka (1300-talet)